# 起爆薬
起爆薬（きばくやく）は、熱や衝撃など少しの刺激を受けただけで爆発する爆薬、点爆薬などのこと。雷管や信管等に使用される。

## 起爆薬として使用される主な物質
- 雷酸水銀
- アジ化鉛
- 最近では、工業用起爆薬としてジアゾジニトロフェノール（DDNP）が使用されている。
- テトリル
- グアニルニトロサミノグアニルテトラセン
- 銀アセチリド